# 仲村祥一
仲村 祥一（なかむら しょういち、1925年 - ）は、日本の社会学者、大阪女子大学名誉教授。

## 来歴
京都大学文学部卒。熊本大学人文学部教授、大阪女子大学教授、87年定年退官。

## 著書
- 社会体制の病理学 汐文社 1967
- 日常経験の社会学 世界思想社 1981.9
- 生きられる文化の社会学 世界思想社 1988.11
- 夢みる主観の社会学 私社会学ノート 世界思想社 2000.4

## 共編著
- 現代社会学ノート 筆谷稔,居安正共編 汐文社 1965
- 現代日本の社会問題 第4 従属と退廃の社会問題 汐文社 1969
- 現代娯楽の構造 文和書房 1973
- 社会学を学ぶ人のために 世界思想社 1975
- うその社会心理 人間文化に根ざすもの 井上俊共編 1982.6 (有斐閣選書)
- 大衆の文化 日常生活の心情をさぐる 中野収共編 1985.5 (有斐閣選書)
- 社会病理学を学ぶ人のために 世界思想社 1986.9
- 犯罪とメディア文化 逸脱イメージはつくられる 1988.2 (有斐閣選書)
- 現代的自己の社会学 世界思想社 1991.5
- ギャンブルの社会学 谷岡一郎共編 世界思想社 1997.12
- 社会意識論を学ぶ人のために 池井望共編 世界思想社 1998.4

## 翻訳
- われらみな犯罪者か 犯罪と社会構造 J.B.メーズ 井上俊共訳 雄渾社 1969
- 英雄・悪漢・馬鹿 アメリカ的性格の変貌 O.E.クラップ 飯田義清共訳 新泉社 1977.12
- 愛と性の社会学 C.サフィリオス=ロスシールド 世界思想社 1981.10
- 友情の社会学 G.アラン 細辻恵子共訳 世界思想社 1993.6

## 参考
- 「現代娯楽の構造」著者紹介